# أدريان روسو
أدريان روسو (بالرومانية: Adrian Rusu)‏ هو لاعب كرة قدم روماني في مركز الدفاع، ولد في 28 يوليو 1984 في أراد في رومانيا. لعب مع رابيد بوخارست وسي إس باندوري تارغو جيو ونادي براشوف ويو تي أي أراد.